# لوکاتلی ۱۰۸۷۴
سیارک ۱۰۸۷۴ (به انگلیسی: 10874 Locatelli، نامگذاری:1996TN19) ده هزار و هشتصد و هفتاد و چهارمین سیارک کشف شده‌است که در ۴ اکتبر ۱۹۹۶ کشف شد.
قدر مطلق سیارک برابر ۱۵٫۲۰ است.